# Ulises Antonio Gutiérrez Reyes
Ulises Antonio Gutiérrez Reyes OdeM (* 29. April 1951 in Pedregal) ist Erzbischof von Ciudad Bolívar in Venezuela.

## Leben
Ulises Antonio Gutiérrez Reyes trat der Ordensgemeinschaft der Mercedarier bei und empfing am 27. Dezember 1977 die Priesterweihe. Papst Johannes Paul II. ernannte ihn am 5. Dezember 2003 zum Bischof von Carora und er wurde am 6. März des folgenden Jahres in das Amt eingeführt.
Der Erzbischof von Coro, Roberto Lückert León, spendete ihm am 27. Februar des nächsten Jahres die Bischofsweihe; Mitkonsekratoren waren Mario del Valle Moronta Rodríguez, Bischof von San Cristóbal de Venezuela, und Eduardo Herrera Riera, Altbischof von Carora.
Am 27. August 2011 wurde er zum Erzbischof von Ciudad Bolívar ernannt.